# Unicum

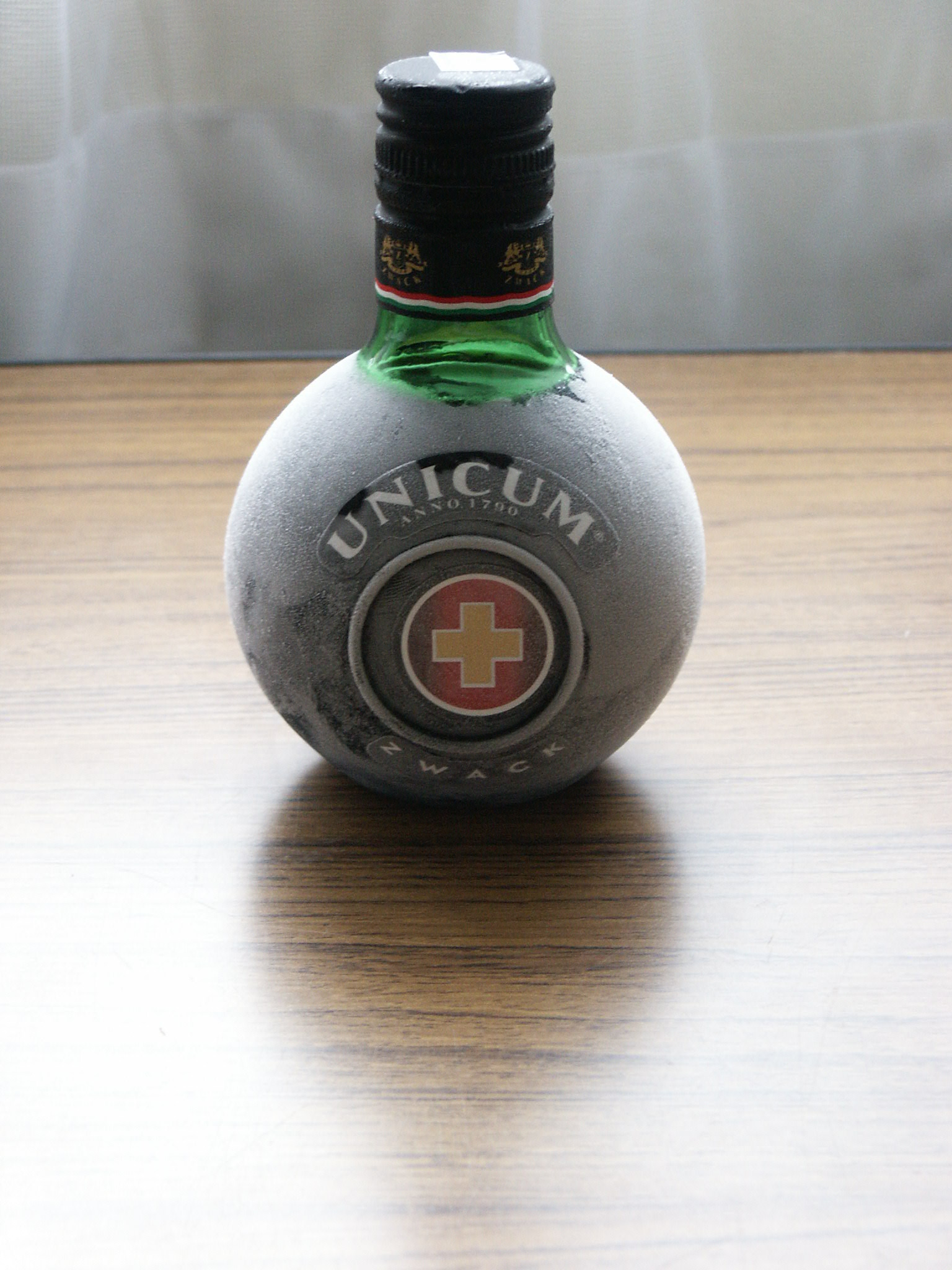
Một chai Unicum

Unicum (phát âm: /ˈunikum/) là một loại rượu thảo mộc của Hungary, được dùng như rượu khai vị hoặc là một thức uống sau bữa ăn để hỗ trợ tiêu hóa. Rượu Unicum được sản xuất bởi công ty Zwack, theo một công thức bí mật với hơn 40 loại thảo mộc và được ủ trong thùng gỗ sồi. Trong thời kỳ Cộng sản ở Hungary, đại gia đình Zwack đã chuyển đến sống ở thành phố New York và Chicago, mang theo công thức độc quyền để sản xuất ra Unicum, còn ở trong nước, Unicum được sản xuất theo một công thức khác, không giống với nguyên mẫu do nhà Zwack làm. Trước khi chuyển đến Mỹ, Janos Zwack đã tin tưởng và giao cho một người bạn ở Milan, sản xuất Unicum dựa trên công thức ban đầu. Sau khi Chủ nghĩa Cộng sản sụp đổ tại Hungary, con trai của của Janos là Péter Zwack trở về quê hương và tiếp tục sản xuất Unicum theo công thức nguyên bản của gia đình.
Unicum được coi là một trong những quốc tửu của Hungary. Tại nơi sản xuất rượu, ngoài tổ chức những tour tham quan, người ta còn cho khách nếm thử hai loại rượu, đó là: Unicum và Unicum Mận. Theo nhà sản xuất, rượu Unicum nguyên bản không còn được phân phối ở Mỹ nữa, mà đã được thay thế bằng Unicum Next (một loại rượu ngọt hơn, loãng hơn với hương cam làm hương chủ đạo), và được đặt lại theo thương hiêu "Zwack".